# Богдановці
Бо́гдановці (болг. Богдановци) — село в Софійській області Болгарії. Входить до складу общини Іхтіман.

## Населення
За даними перепису населення 2011 року у селі проживали 0 осіб.
Динаміка населення: